# Peter Wust
Piotr Wust (ur. 28 sierpnia 1884 w Rissenthal, Losheim am See; zm. 3 kwietnia 1940 w Münster) – niemiecki filozof egzystencjalny nurtu chrześcijańskiego.

## Życiorys
Pochodził z ubogiej rodziny, był najstarszym spośród jedenaściorga rodzeństwa. Jego ojciec trudnił się wyrobem sit. Peter uczęszczał do jednoklasowej szkoły ludowej w swoim rodzinnym mieście, a następnie do gimnazjum Friedricha Wilhelma w Trewirze. Jego rodzice mieli nadzieję, że zostanie księdzem katolickim, ten jednak po zdanej w 1907 roku maturze, obrał inną drogę kształcenia.
Od 1907 studiował w Berlinie i Strasburgu filologię germańską, angielską oraz filozofię. Następnie pracował jako nauczyciel w Berlinie, Neuss, Trewirze i Kolonii, a w 1914 otrzymał doktorat na Uniwersytecie Fryderyka Wilhelma w Bonn.
Pod wpływem Maxa Schelera Wust, początkowo zagorzały neokantysta, zbliżył się do rodzącego się egzystencjalizmu chrześcijańskiego, czego wyrazem było opublikowane w 1920 Die Auferstehung des Metaphysischen (dosł. Zmartwychwstanie metafizycznego). W tej przezmianie istotną rolę odegrały także kontakty z francuskim ruchem filozoficznej odnowy katolickiej (Renouveau catholique). W 1928 w Paryżu zawarł znajomość ze szczególnie bliskim mu Jacquesem Maritainem, Georgese Bernanosem, Léonem Bloy'em, Paulem Claudelem i Nikołajem Bierdiajewem. Johannes Pinsk, jeden z czołowych przedstawicieli niemieckiego ruchu liturgicznego, zadedykował mu swoją książkę Mysterium Crucis.
W 1930 roku został niespodziewanie mianowany profesorem filozofii na Westfalskim Uniwersytecie Wilhelma w Münster, nie posiadając habilitacji ani doświadczenia w nauczaniu. Niemal równocześnie z Heideggerem tworzył filozofię egzystencji, mającą jednak katolicki wydźwięk. Po dojściu Hitlera do władzy działał w kościelnym ruchu oporu, planując ofensywę kulturalną dla niemieckiego katolicyzmu. W swojej filozofii akcentował kulturową jedność Europy, której gwarantem jest jedynie wiara katolicka. Europa jawiła mu się jako osłabiona przez reformację i oświecenie. Występował ostro przeciwko bolszewizmowi, a wielki kryzys interpretował jako wynik zdrady kultury chrześcijańskiej.
Zdaniem Wusta decydujące dla kondycji człowieka pozostają sytuacje fundamentalnej niepewności, które określał mianem insecuritas. To niepewność, która przejawia się w różnych sferach ludzkiej działalności, takich jak nauka, filozofia i religia. Dopiero za jej sprawą człowiek może prawdziwie się realizować, co jednak uwidacznia ryzykowny charakter ludzkiej egzystencji.

Od 1938 Peter Wust chorował na raka szczęki, zmarł w 1940 roku w wieku 55 lat. 18 grudnia 1939, na kilka miesięcy przed śmiercią, napisał list pożegnalny do swoich uczniów, w którym namawiał ich do metanoi:

I gdybyście teraz, zanim odejdę, zapytali mnie, czy nie znam magicznego klucza, który mógłby otworzyć ostatnią bramę do mądrości życia, odpowiedziałbym Wam: „Tak” – Ale tym magicznym kluczem jest nie refleksja, jak można by się spodziewać po filozofie, tylko modlitwa. Modlitwa pojmowana jako ostateczne oddanie się czyni człowieka spokojnym, dziecięcym, obiektywnym.

## Upamiętnienie
Założone w 1982 roku Peter-Wust-Gesellschaft przejęło opiekę nad intelektualną spuścizną Petera Wusta. Z okazji 20-lecia jego istnienia minister kultury Saary Jürgen Schreier odsłonił rzeźbę  prof. Rudolfa Engela Ungewissheit und Wagnis („Niepewność i ryzyko”). Jej nazwa i motyw pochodzą z głównego dzieła Wusta o tej samej nazwie. Stowarzyszenie co roku przyznaje nagrodę „Kleinen Peter-Wust-Preis“ dla absolwentów szkół średnich w Saarze oraz Nadrenii-Palatynacie.
Katholische Akademie z Trewiru oraz Christliche Erwachsenenbildung z Merzig co dwa lata od 1975 roku przyznają Peter-Wust-Preis za promowanie kultury i jedności europejskiej. Wśród laureatów znajdują się między innymi Bernhard Vogel oraz Klaus Töpfer.
Jedną z osób badających myśl Petera Wusta jest Werner Schüßler, kierownik katedry filozofii na Wydziale Teologicznym w Trewirze. W 2002 roku dokonał wraz z Wernerem Veauthierem ponownej edycji dzieła Niepewność i ryzyko (LIT Verlag, Münster).
Na domu w Losheim am See, w którym urodził się Wust, umieszczono tablicę pamiątkową. Jego imieniem nazwano szkoły w Münster, Wittlich, Püttlingen i Merzig, jak i liczne ulice.

## Najważniejsze dzieła
- Auferstehung der Metaphysik (1920);
- Rückkehr aus dem Exil (1926);
- Wiederbegegnung von Kirche und Kultur in Deutschland (München 1927);
- Dialektik des Geistes (1928);
- Naivität und Pietät (1925);
- Der Mensch und die Philosophie (1934);
- Ungewissheit und Wagnis (1937; wyd. pol. Niepewność i ryzyko, 1995, przeł. Karol Toeplitz);
- Gestalten und Gedanken (1940);
- Abschiedswort (1940);
- Gesammelte Werke, hrsg. von Wilhelm Vernekohl, Bd. I–X, Münster: Regensberg-Verlag, 1963–1969.